# Le Vieil-Dampierre
Le Vieil-Dampierre är en kommun i departementet Marne i regionen Grand Est (tidigare regionen Champagne-Ardenne) i nordöstra Frankrike. Kommunen ligger i kantonen Givry-en-Argonne som tillhör arrondissementet Sainte-Menehould. År 2022 hade Le Vieil-Dampierre 106 invånare.

## Befolkningsutveckling
Antalet invånare i kommunen Le Vieil-Dampierre
| Referens: INSEE |